# Айнабастау
Айнабаста́у (каз. Айнабастау) — село у складі Аксуатського району Абайської області Казахстану. Входить до складу Ойшиліцького сільського округу.
Населення — 30 осіб (2021; 95 у 2009, 154 у 1999, 199 у 1989).
Національний склад станом на 1989 рік:
- казахи — 100 %